# Road Rash 3D
Road Rash 3D es un videojuego de carreras desarrollado y publicado por Electronic Arts exclusivamente para la PlayStation.

## Jugabilidad
El juego se juega de manera similar a los juegos anteriores desarrollados en la serie Road Rash, que involucra al jugador compitiendo con su motocicleta contra otros motociclistas. El juego favorece un estilo arcade, con poco énfasis en el realismo. Mientras corre, el jugador tiene la opción de golpear o usar armas para atacar a otros oponentes, para ralentizar su progreso. El objetivo final es colocarse primero en la carrera para ganar dinero para mejorar la motocicleta del jugador. Por el contrario, el peor escenario es terminar último, que no gana dinero, o ser detenido por agentes de policía, donde el jugador realmente pierde dinero. A pesar de compartir muchas características con juegos anteriores de la serie, Road Rash 3D pone un mayor énfasis en el aspecto de carreras del juego y menos en el combate.
Los cursos individuales para el juego se ensamblan a partir de un sistema más grande de cuadrículas de caminos interconectados. Los cursos pueden superponerse a segmentos comunes de otras pistas, pero a menudo tienen diferentes puntos de inicio o finalización, o hacen que el jugador rechace rutas alternativas. Si bien el jugador puede optar por tomar la ruta equivocada, llevarlo muy lejos generalmente da como resultado "paredes invisibles" que restringen el movimiento en la dirección dada.

## Música
El juego incluía música con licencia de bandas como Soundgarden, Sugar Ray, Kid Rock, CIV, The Mermen, Full on the Mouth, y The Tea Party. Sugar Ray contribuyó con tres canciones, "Speed Home California", "Tap, Twist, Snap" y "Mean Machine".

## Desarrollo
Las animaciones de motociclistas se crearon usando captura de movimiento, con los actores de captura de movimiento posados en maquetas de motocicletas.
Se planeó una versión para PC con LAN multijugador habilitado y soporte para joysticks de retroalimentación forzada, pero nunca liberado.

## Recepción
Road Rash 3D recibió reseñas "promedio" de acuerdo con el sitio web de agregación de reseñas GameRankings. La queja más común fue que el juego no estuvo a la altura de los juegos anteriores de la serie en Sega Genesis y 3DO, especialmente porque carecía de un modo multijugador para dos jugadores. Edge destacó la red de caminos interconectados y el impresionante motor 3D del juego, afirmando que Road Rash 3D presenta "algunos de los mejores diseños de pistas jamás vistos en un videojuego." Sin embargo, la revista criticó la ejecución de movimientos de combate por no responder y ser poco prácticos, diciendo que requieren una sincronización precisa y un grado significativo de suerte. GamePro dijo que el juego "no estaba exento de fallas [...] pero su acción fascinante brinda suficiente emoción de alto octanaje para que el juego valga la pena la tarifa de entrada".
En una revisión mixta, GameSpot criticó el juego por sus fallas gráficas y por el hecho de que el juego redujo el aspecto de combate real del juego por el que la serie había sido conocida en iteraciones anteriores. IGN se quejó de que, a pesar de dos o tres años de tiempo de desarrollo, el juego logró controlarse peor y jugar más lento que el último lanzamiento de la serie en 3DO. AllGame se hizo eco de estos sentimientos, cuestionando el ritmo lento del juego, las fallas gráficas y la calidad general más baja que el juego anterior para 3DO. GameRevolution se refirió a él como "uno de los peores juegos de motos... de todos los tiempos" y resumió que "el aspecto más decepcionante del juego es el hecho de que no se acerca a la altura de los grandes jugabilidad de sus predecesores". Next Generation dijo, "los defectos son demasiado evidentes. Incluso los fanáticos veteranos de 'Road Rash' preferirán ser arrastrados detrás de una Harley sobre vidrios rotos que arrojar este disco en su PlayStation".
El juego ganó el premio "Logro destacado en sonido y música" en los Second Interactive Achievement Awards de AIAS.

## Respuesta y legado
Los críticos citaron con frecuencia la falta de multijugador del juego y la falta de énfasis en el combate como una deficiencia del juego. Los representantes de Electronic Arts defendieron la falta de multijugador, afirmando que la función era imposible debido a la forma en que se transmitían los datos del juego desde el disco del juego. Estas inquietudes se abordaron en versiones futuras posteriores. Un año más tarde, el 27 de septiembre de 1999, se lanzó Road Rash 64. Si bien inicialmente se pensó que sería una adaptación simple del juego para Nintendo 64, el producto final resultó ser una importante reelaboración del juego, que puso un mayor énfasis en el combate e incluyó varios modos multijugador con soporte de hasta cuatro jugadores. Además, el próximo juego de la serie, Road Rash: Jailbreak, se centró especialmente en un modo cooperativo de dos jugadores en el que un segundo jugador puede unirse en el sidecar de una motocicleta.